# ترپو جرانده
ترپو جرانده (به ایتالیایی: Treppo Grande) یک کومونه در ایتالیا است که در استان اودینه واقع شده‌است. ترپو جرانده ۱۱٫۳ کیلومتر مربع مساحت و ۱٬۷۸۱ نفر جمعیت دارد و ۲۳۱ متر بالاتر از سطح دریا واقع شده‌است.